# ياسين برناوي
ياسين برناوي (مواليد 1 أكتوبر 1993) هو لاعب كرة قدم سعودي يلعب حاليًا في النادي الفيصلي، وسبق أن مثل المنتخب السعودي الأولمبي.

## مسيرته
بدأ مسيرته في نادي الشباب، استغنى عنه نادي الشباب. في 2013 انتقل إلى النادي الفيصلي وقد أثبت نفسه باللعب بشكل أساسي في موسم 2014-2015. وقع بعدها في صيف 2015 مع نادي النصر لمدة 5 سنوات. لكن لم يلعب مع النصر وتم بيعه لنادي القادسية وأعير إلى الاتحاد في يناير 2019 وانتقل إلى نادي التعاون في عام 2019 و عاد إلى النادي الفيصلي في عام 2021.

## وصلات خارجية
- ياسين برناوي على موقع قاعدة بيانات كرة القدم.إي يو (الإنجليزية)
- ياسين برناوي على موقع Soccerway.com (الإنجليزية)